# Liste der Baudenkmale in Neuenkirchen (Altes Land)
In der Liste der Baudenkmale in Neuenkirchen sind alle Baudenkmale der niedersächsischen Gemeinde Neuenkirchen aufgelistet. Die Quelle der Baudenkmale ist der Denkmalatlas Niedersachsen. Der Stand der Liste ist der 13. Dezember 2021.

## Allgemein
In den Spalten befinden sich folgende Informationen:
- Lage: die Adresse des Baudenkmales und die geographischen Koordinaten. Kartenansicht, um Koordinaten zu setzen. In der Kartenansicht sind Baudenkmale ohne Koordinaten mit einem roten Marker dargestellt und können in der Karte gesetzt werden. Baudenkmale ohne Bild sind mit einem blauen Marker gekennzeichnet, Baudenkmale mit Bild mit einem grünen Marker.
- Bezeichnung: Bezeichnung des Baudenkmales
- Beschreibung: die Beschreibung des Baudenkmales. Unter § 3 Abs. 2 NDSchG werden Einzeldenkmale und unter § 3 Abs. 3 NDSchG Gruppen baulicher Anlagen und deren Bestandteile ausgewiesen.
- ID: die Objekt-ID des Baudenkmales
- Bild: ein Bild des Baudenkmales, ggf. zusätzlich mit einem Link zu weiteren Fotos des Baudenkmals im Medienarchiv Wikimedia Commons. Wenn man auf das Kamerasymbol klickt, können Fotos zu Baudenkmalen aus dieser Liste hochgeladen werden:

## Neuenkirchen

### Gruppe: Dorfstraße 56
Die Gruppe hat die ID 50477983. Wohn-/Wirtschaftsgebäude des 18. Jahrhunderts mit einer erneuerten Altländer Pforte am westlichen Grundstücksrand.

| Lage                                      | Bezeichnung               | Beschreibung | ID       | Bild |
| ----------------------------------------- | ------------------------- | --- | -------- | ---- |
| Dorfstraße 56 53° 31′ 40″ N, 9° 36′ 21″ O | Wohn-/ Wirtschaftsgebäude | Giebelständiger Zweiständerbau in Fachwerk mit Backsteinausfachung, unter reetgedecktem Halbwalmdach. Wohngiebel über Knaggen auskragend, Wirtschaftsteil teilweise massiv in Backstein erneuert. Errichtet im 18. Jahrhundert.    | 30925962 |      |
| Dorfstraße 56 53° 32′ 17″ N, 9° 37′ 1″ O  | Altländer Pforte          | Holzpforte mit bogenförmiger Durchfahrt und seitlich einem rundbogigen Durchgang. Farbig gefasst und mit Inschriften versehen. Unter reetgedecktem Schutzdach in Walmdachform. Errichtet 1972 (i) als Nachbau eines Vorgängerbaus. | 30926144 |      |

### Gruppe: Muddweg 1
Die Gruppe hat die ID 30899922. Hofanlage bestehend aus einem Wohn-/Wirtschaftsgebäude, einer Längsscheune und einem Stallgebäude. Sämtliche Bauten stammen aus dem 19. Jahrhundert.

| Lage                                 | Bezeichnung               | Beschreibung | ID       | Bild |
| ------------------------------------ | ------------------------- | --- | -------- | ---- |
| Muddweg 1 53° 32′ 18″ N, 9° 37′ 0″ O | Wohn-/ Wirtschaftsgebäude | Großes Hallenhaus in Fachwerk mit Backsteinausfachung, unter reetgedecktem Satteldach, am Wirtschaftsgiebel mit Walm. Wohngiebel zur Straße in Backstein mit mittigem Säuleneingang, Lisenen und Ziersetzungen. Errichtet 1891 (i). | 30926086 |      |
| Muddweg 1 53° 32′ 17″ N, 9° 37′ 1″ O | Stall                     | Massives Stallgebäude in Backstein, unter ziegelgedecktem Satteldach. Mit Dachluke zum Hof. Erbaut Ende des 19. Jahrhunderts. | 30926106 |      |
| Muddweg 1 53° 32′ 17″ N, 9° 37′ 2″ O | Scheune                   | Fachwerkscheune auf dem rückwärtigen Hofbereich mit außermittiger Längsdurchfahrt, unter reetgedecktem Halbwalmdach. | 30926124 |      |

### Einzeldenkmale
| Lage                                        | Bezeichnung               | Beschreibung | ID       | Bild |
| ------------------------------------------- | ------------------------- | --- | -------- | ---- |
| Altenschleuse 1 53° 31′ 54″ N, 9° 36′ 48″ O | Wohn-/ Wirtschaftsgebäude | Giebelständiger Fachwerkbau mit Backsteinausfachung, unter reetgedecktem Satteldach, am Wirtschaftsgiebel mit Walm. Teilweise massiv erneuert. Errichtet im 19. Jahrhundert. | 30925807 |      |
| Altenschleuse 4 53° 31′ 56″ N, 9° 36′ 51″ O | Wohn-/ Wirtschaftsgebäude | Giebelständiger Zweiständerbau in Fachwerk mit Backsteinausfachung, unter reetgedecktem Satteldach, am Wirtschaftsgiebel mit Walm. Zweiflügelige zeitgenössische Brauttür im straßenseitigen Wohngiebel. Errichtet um 1800. | 30925824 |      |
| Altenschleuse 12 53° 32′ 5″ N, 9° 36′ 52″ O | Wohn-/ Wirtschaftsgebäude | Hallenhaus in gleichmäßigem Fachwerk mit Backsteinausfachung, unter reetgedecktem Halbwalmdach. Wohngiebel schwach vorkragend. Errichtet in der Mitte des 19. Jahrhunderts. | 30925841 |      |
| Altenschleuse 15 53° 32′ 1″ N, 9° 36′ 51″ O | Wohnhaus                  | Hallenhaus in gleichmäßigem Fachwerk mit Backsteinausfachung, unter reetgedecktem Halbwalmdach. Wohngiebel schwach vorkragend. Errichtet in der Mitte des 19. Jahrhunderts. | 30925858 |      |
| Altenschleuse 22 53° 32′ 8″ N, 9° 36′ 51″ O | Wohn-/ Wirtschaftsgebäude | Hallenhaus in gleichmäßigem Fachwerk mit Backsteinausfachung, unter reetgedecktem Satteldach. Wohngiebel dreifach schwach auf Konsolen vorkragend. Errichtet in der Mitte des 19. Jahrhunderts. | 30925875 |      |
| Dorfstraße 24 53° 31′ 22″ N, 9° 36′ 21″ O   | Wohn-/ Wirtschaftsgebäude | Giebelständiges Hallenhaus, Wirtschaftsteil in Fachwerk mit Backsteinausfachung, Wohnteil massiv in Backstein. Unter reetgedecktem Satteldach, am Wirtschaftsende mit Walm. Der zur Straße ausgerichtete Wohngiebel ist mit Backsteinlisenen und Ziersetzungen an den Ortgängen und den Gesimsen gestaltet. Errichtet im 19. Jahrhundert. | 30925909 |      |
| Dorfstraße 53° 31′ 25″ N, 9° 36′ 24″ O      | St. Johannis              | Kleine Saalkirche aus Fachwerk mit Backsteinausfachung, unter ziegelgedecktem Satteldach. Mit polygonalem Ostabschluss und hölzernem Westturm. Erbaut ursprünglich Anfang des 17. Jahrhunderts, zwei Mal (1845 und 1925–31) fast vollständig abgetragen und in der alten Form wieder aufgeführt; der Glockenturm 1656-1658 von Zimmermeister v. d. Born errichtet, 1735–1736 neu verkleidet. Im Inneren flache Balkendecke auf profilierten Kopfbändern; zum Teil noch mittelalterliche Ausstattung; Kanzel und Westempore 17. Jahrhundert. | 30925892 |      |
| Dorfstraße 46 53° 31′ 34″ N, 9° 36′ 22″ O   | Wohn-/ Wirtschaftsgebäude | Giebelständiges Vierständerhaus in Fachwerk mit Backsteinausfachung, unter Satteldach in Schieferdeckung. Hohes Sockelgeschoss in Backstein. Fachwerktraufseiten mit Andreaskreuzen geschmückt. Der zur Straße ausgerichtete Wohngiebel ist mit Backsteinlisenen und Ziersetzungen an den Ortgängen, den Gesimsen und den Fensteröffnungen gestaltet, Eingang leicht zurückliegend über eine Treppe erreichbar; Giebelpfahl. Errichtet 1909 (i).                                                                                            | 30925926 |      |
| Dorfstraße 48 53° 31′ 35″ N, 9° 36′ 23″ O   | Wohn-/ Wirtschaftsgebäude | Giebelständiges Hallenhaus in Backstein, Wohngiebel in Fachwerk mit Backsteinausfachung, unter reetgedecktem Halbwalmdach, Walm am Wirtschaftsgiebel tiefer herabgezogen. Der Wohngiebel mit Vorkragung über Konsolen und einer Doppelstielkonstruktion. Errichtet in der ersten Hälfte des 19. Jahrhunderts. | 30925945 |      |
| Dorfstraße 61 53° 31′ 39″ N, 9° 36′ 18″ O   | Gasthaus                  | Backsteinbau mit einem traufständigen eingeschossigen Gebäudeteil entlang der Lühebrücke und einem traufständig zur Dorfstraße stehenden zweigeschossigen Teil, beide unter ziegelgedecktem Satteldach. Ziersteingliederungen beleben die Fassade, Eingang hinter zwei eingestellten Säulen in der Südfassade. Erbaut als Gasthaus um 1900. | 30925980 |      |
| Dorfstraße 69 53° 31′ 48″ N, 9° 36′ 28″ O   | Wohnhaus                  | Giebelständiges Fachwerkgebäude mit Backsteinausfachung, unter Satteldach. Beide Giebel zweifach über Knaggen vorkragend. Errichtet im 18. Jahrhundert, Erdgeschosszone im 19. Jahrhundert erneuert. | 30926033 |      |
| Hinterdeich 106 53° 31′ 59″ N, 9° 39′ 8″ O  | Wohn-/ Wirtschaftsgebäude | Giebelständiges Hallenhaus in Fachwerk mit Backsteinausfachung, unter reetgedecktem Satteldach, am Wirtschaftsgiebel mit Walm. Sehr gleichmäßige Fachwerkkonstruktion, Wohngiebel dreifach auf zierlichem Stichgebälk vorkragend. Errichtet im 19. Jahrhundert. | 30926050 |      |
| Hinterdeich 107 53° 31′ 57″ N, 9° 39′ 5″ O  | Wohn-/ Wirtschaftsgebäude | Giebelständiges Hallenhaus in Backstein, unter ziegelgedecktem Satteldach, am Wirtschaftsgiebel mit Krüppelwalm. Der zur Straße ausgerichtete Wohngiebel mit skelettartiger Gliederung durch flache Wandvorlagen und mit geometrischen Mustern ausgesetzte Felder, hier Anklänge an Formen des Heimatschutzstils. Erbaut 1914 (i). | 30926067 |      |